# Anikita Repnin
El Príncipe Anikita Ivánovich Repnín (en ruso: Аники́та Ива́нович Репни́н, Anikíta Ivánovič Repnín; 1668 - 3 de julio de 1726, en Riga) fue un prominente general ruso durante la Gran Guerra del Norte que supervisó la toma de Riga en 1710 y sirvió como Gobernador de Livonia desde 1719 hasta su muerte.

## Biografía
Proviniendo de la importante familia Repnín, Anikita fue uno de los colaboradores de Pedro el Grande, con quien se crio. En ocasión de la insurrección de Sofía en 1689, cuidadosamente guardó a Pedro en el monasterio de Troitsa, y subsiguientemente tomó parte en la expedición de Azov, donde fue elevado al grado de general. Tomó parte en todos los conflictos principales de la Gran Guerra del Norte. Derrotado por Carlos XII de Suecia en Holowczyn, fue degradado de su rango, pero fue perdonado como recompensa por su valor en Lesnaya y recuperó todas sus dignidades perdidas. En Poltava comandó el centro. De Ucrania fue transferido a las Provincias Bálticas y fue hecho el primer Gobernador General de Riga tras su captura en 1710. En 1724, sucedió al favorito, temporalmente caído en desgracia, Ménshikov, como ministro de guerra. Catalina I lo hizo mariscal de campo.

## Honores
- Orden del Águila Blanca